# Leona Vicario, Yucatán
Leona Vicario är en ort i Mexiko.   Den ligger i kommunen Mérida och delstaten Yucatán, i den östra delen av landet, 1 000 km öster om huvudstaden Mexico City. Leona Vicario ligger 13 meter över havet och antalet invånare är 2 754.
Terrängen runt Leona Vicario är mycket platt. Runt Leona Vicario är det ganska tätbefolkat, med 230 invånare per kvadratkilometer. Närmaste större samhälle är Mérida, 7,5 km norr om Leona Vicario. Trakten runt Leona Vicario består till största delen av jordbruksmark.